# Haard (Nüdlingen)
Haard ist ein Gemeindeteil der Gemeinde Nüdlingen im unterfränkischen Landkreis Bad Kissingen in Bayern.

## Geographische Lage
Das Pfarrdorf Haard liegt nördlich von Nüdlingen. Die durch den Ort verlaufende Kreisstraße KG 17 mündet nordwärts in die Kreisstraße KG 20 und führt südwärts nach Nüdlingen. Südlich von Haard verläuft in Ost-West-Richtung die Bundesstraße 287.

## Geschichte
Die Schenkung der Wüstung „Herda“ an das Kloster Veßra durch den Henneberger Graf Poppo im Jahr 1144 ist die erste bekannte urkundliche Erwähnung von Haard.
Am Standort der „Bärenburg“ und des Friedhofs entstand durch das Kloster eine Propstei, die in den ersten 40 Jahren von Priester Saxo bewirtschaftet wurde. Zur gleichen Zeit entwickelte sich auch der ehemalige Weinbau des Ortes.
Zunächst stellten die Henneberger, danach die Bischöfe von Würzburg die Grundherren von  Haard.
Trotz Flurgebietsgewinnen durch Rodungen bot der Ackerbau den Einwohnern von Haard nicht genug Erwerbsmöglichkeiten, so dass diese zusätzlich Arbeit u. a. im Dienstleistungsbereich in Bad Kissingen und im Sandsteinbruch annahmen.
Als die Amtskellerei Aschach aufgelöst wurde, wurde Haard im Jahr 1804 dem Landgericht Münnerstadt zugeteilt.
In den Jahren 1869–1871 ersetzte der Bau die heutige St.-Bartholomäus-Kirche. Sie ersetzte eine Vorgängerkirche, die sich auf der Anhöhe am Friedhof befunden hatte.
Nachdem Haard anfangs zur Pfarrei Niederlauer gehört hatte, wurde der Ort, u. a. wegen der weiten Entfernung nach Niederlauer, am 22. Februar 1590 durch Fürstbischof Julius Echter von Mespelbrunn der Pfarrei Nüdlingen zugeteilt.
Im Jahr 1925 bekam Haard eine Stromversorgung. 1954/55 entstand im Ort eine Wasserversorgungsanlage, 1965/66 die neue Schule. 1966/67 wurde die örtliche Kanalisation installiert.
Am 1. Januar 1972 wurde Haard im Rahmen der Gebietsreform in Bayern nach Nüdlingen eingemeindet, nachdem sich bei einer Bürgerbefragung 269 von 300 abgegebenen gültigen Stimmen für die Eingemeindung ausgesprochen hatten. Der Eingliederungsvertrag regelte unter anderem den Einsatz der gesamten staatlichen Fördermittel in Höhe von 422.938 DM für den Ausbau der Altortstraßen sowie den Erhalt des Ortsnamens Haard, selbst wenn der Ort einmal mit Nüdlingen eine bauliche Einheit bilden sollte.
Im Jahr 1979 war die örtliche Flurbereinigung vollendet.

## Ehrenbürger
- Emil Röder, Ernennung 1972